# (20204) Yuudurunosato
(20204) Yuudurunosato est un astéroïde de la ceinture principale.

## Description
(20204) Yuudurunosato est un astéroïde de la ceinture principale. Il fut découvert le 1er mars 1997 à Nanyo par Tomimaru Okuni. Il présente une orbite caractérisée par un demi-grand axe de 2,74 UA, une excentricité de 0,05 et une inclinaison de 4,2° par rapport à l'écliptique.

## Compléments